# 2001: A Space Odyssey
2001: A Space Odyssey là một câu chuyện khoa học viễn tưởng, được sản xuất trong năm 1968 dưới hình thức tiểu thuyết do Arthur C. Clarke viết và phim do Stanley Kubrick đạo diễn. Nó là một phần của sê-ri Space Odyssey của Clarke. Cả cuốn tiểu thuyết và bộ phim được dựa một phần vào nội dung truyện ngắn của Clarke "The Sentinel", được viết vào năm 1948, là một tác phẩm dự thi trong một cuộc thi truyện ngắn ở BBC, và "Encounter in the Dawn", được xuất bản năm 1953 trên tạp chí Amazing Stories.

## Quá trình hình thành
Sau khi quyết định sử dụng truyện ngắn của Clarke,"The Sentinel" như là điểm khởi đầu, và với các chủ đề về mối quan hệ của con người với vũ trụ trong tâm trí, Clarke bán cho Kubrick 5 truyện ngắn của mình để sử dụng làm vật liệu nền cho bộ phim. Các truyện đó bao gồm"Breaking Strain", "Out of the Cradle, Endlessly Orbiting...", "Who's There?", "Into the Comet", và "Before Eden". Ngoài ra, các yếu tố quan trọng từ hai truyện khác của Clarke, "Encounter at Dawn" và ở một mức độ thấp hơn là "Rescue Party", đã được đưa vào trong dự án khi hoàn thành. Một yếu tố khác (đi qua chân không mà không cần một bộ đồ vũ trụ) là từ truyện ngắn "Take a Deep Breath".